# Augusto de San Sinforiano
Augusto de San Sinforiano († Bourges, 560), conmemorado como santo por la Iglesia Católica.

## Hagiografía
Según Gregorio de Tours, era paralítico de nacimiento; a causa de su enfermedad vivía de limosnas con las que construyó una ermita dedicada a San Martín de Tours de la que era ferviente devoto. Una vez terminada la construcción, hizo trasladar allí algunas reliquias del santo, quien, de milagro, le otorgó nuevamente el pleno uso de sus miembros.
Después de crear una pequeña comunidad monástica y ser ordenado sacerdote, fue elegido abad por el obispo de Bourges Probiano para servir en el monasterio de San Sinforiano.
Según algunas fuentes hagiográficas, tuvo una visión mística en la que se enteró de la ubicación del lugar de enterramiento de san Ursino, primer obispo de Bourges.